# Lenz (Einheit)
Das Lenz (Einheitenzeichen: lenz), benannt nach dem Physiker Emil Lenz, war eine 1966 vom Consultative Committee for Units des CIPM vorgeschlagene SI-Einheit der Magnetischen Feldstärke.
1 lenz = 1 Ampere/Meter